# Pseudoxiphophorus obliquus
Pseudoxiphophorus obliquus, es una especie de pez actinopeterigio de agua dulce, la única del género monotípico Pseudoxiphophorus de la familia de los poecílidos.
Peces de pequeño tamaño con una longitud máxima descrita de solo 6,2 cm los machos y 6,5 cm las hembras.

## Distribución y hábitat
Distribuida por América Central, esta especie es un endemismo del río Usumacinta, entre Guatemala y México, donde habita junto con Heterandria bimaculata. Son peces de agua dulce tropical, de comportamiento bentopelágico.